# NGC 5968
NGC 5968 (również PGC 55738) – galaktyka spiralna z poprzeczką (SBab), znajdująca się w gwiazdozbiorze Wilka. Odkrył ją John Herschel 3 czerwca 1834 roku.
W galaktyce tej zaobserwowano supernową SN 2012el.